# Sohan (confiserie)
Le sohan (persan : سوهان) est une confiserie traditionnelle iranienne à base de blé, sucre, safran et cardamome.
Elle est surtout produite dans les villes de Qom et d’Ispahan.

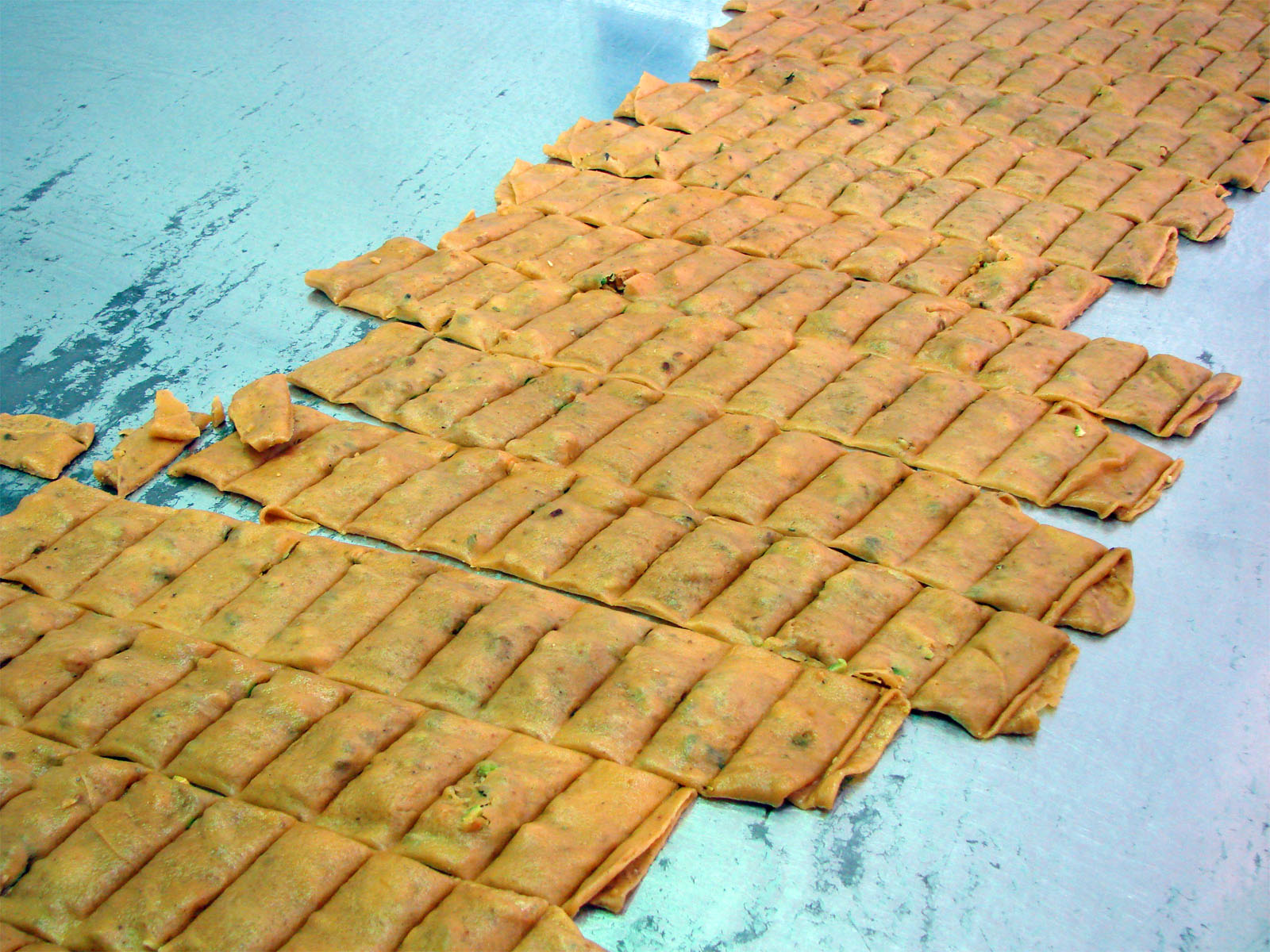
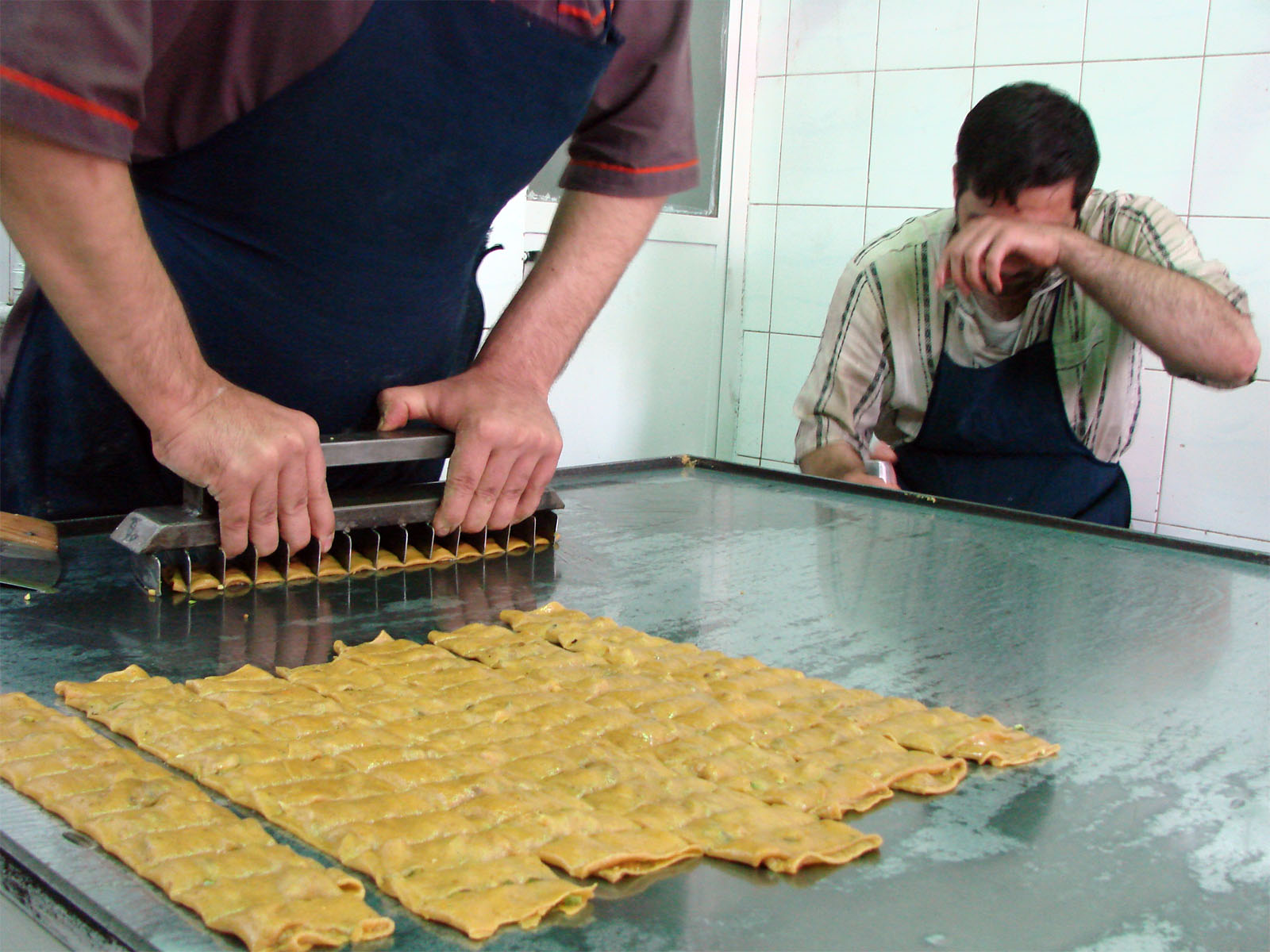
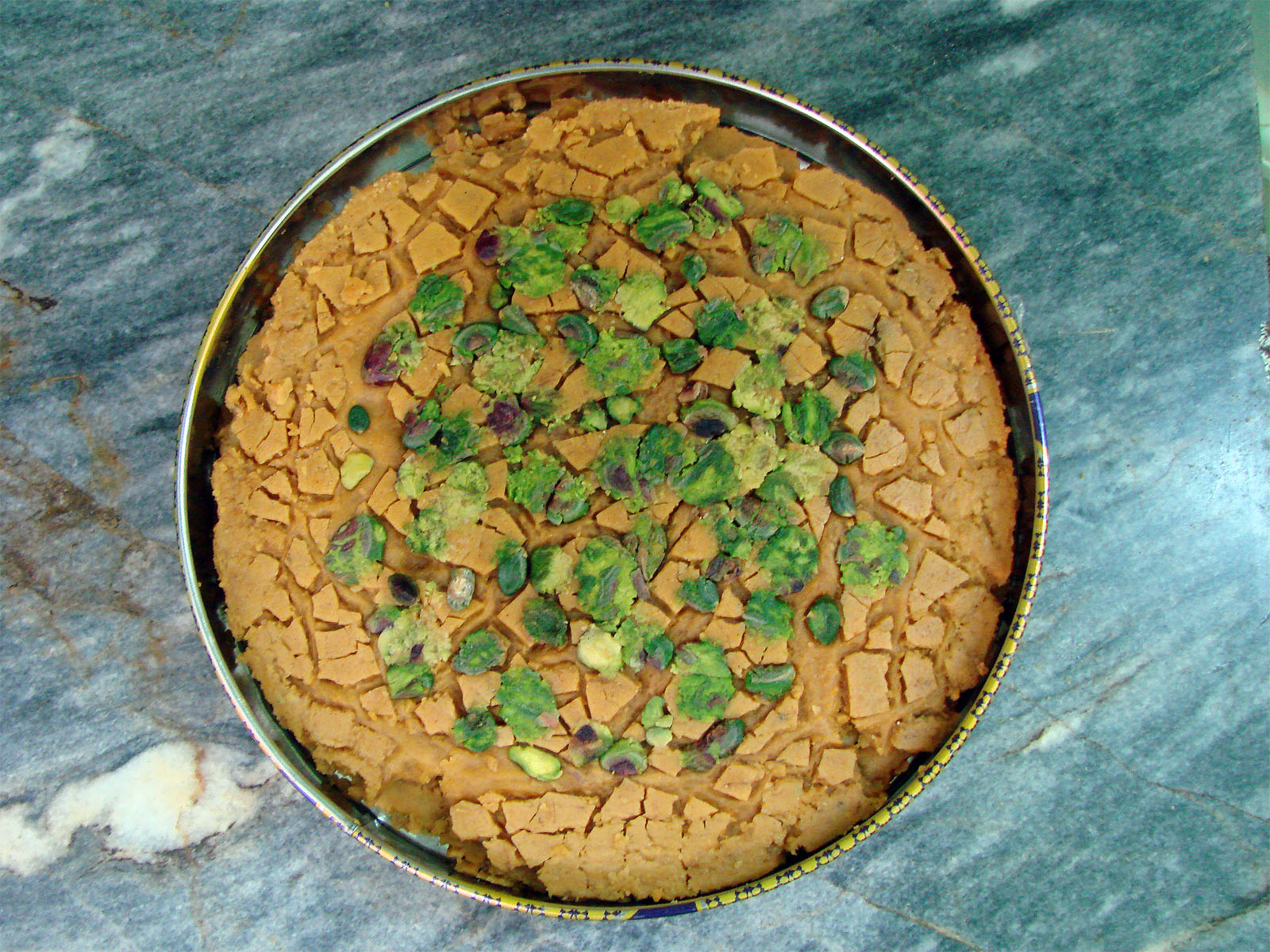
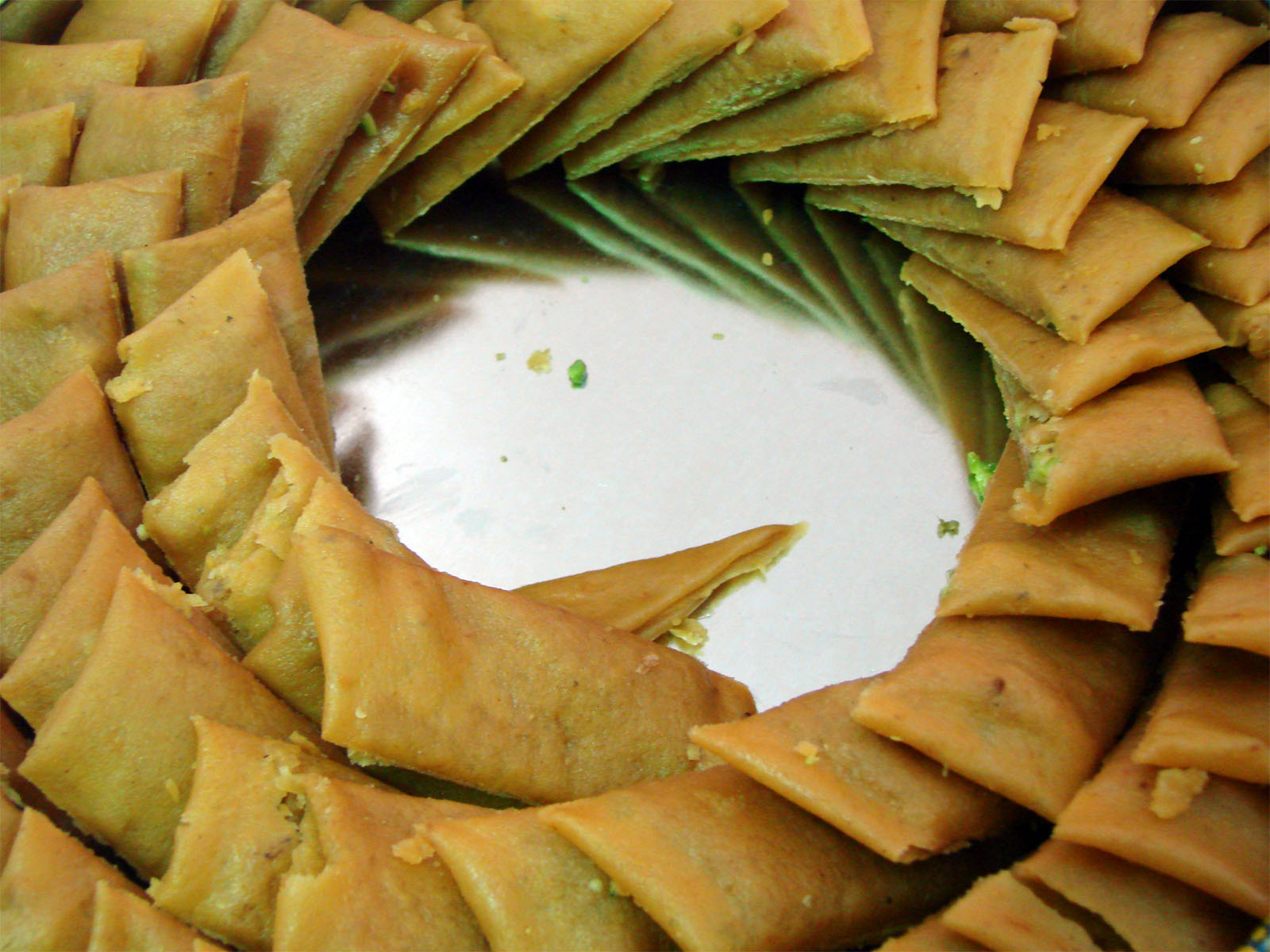
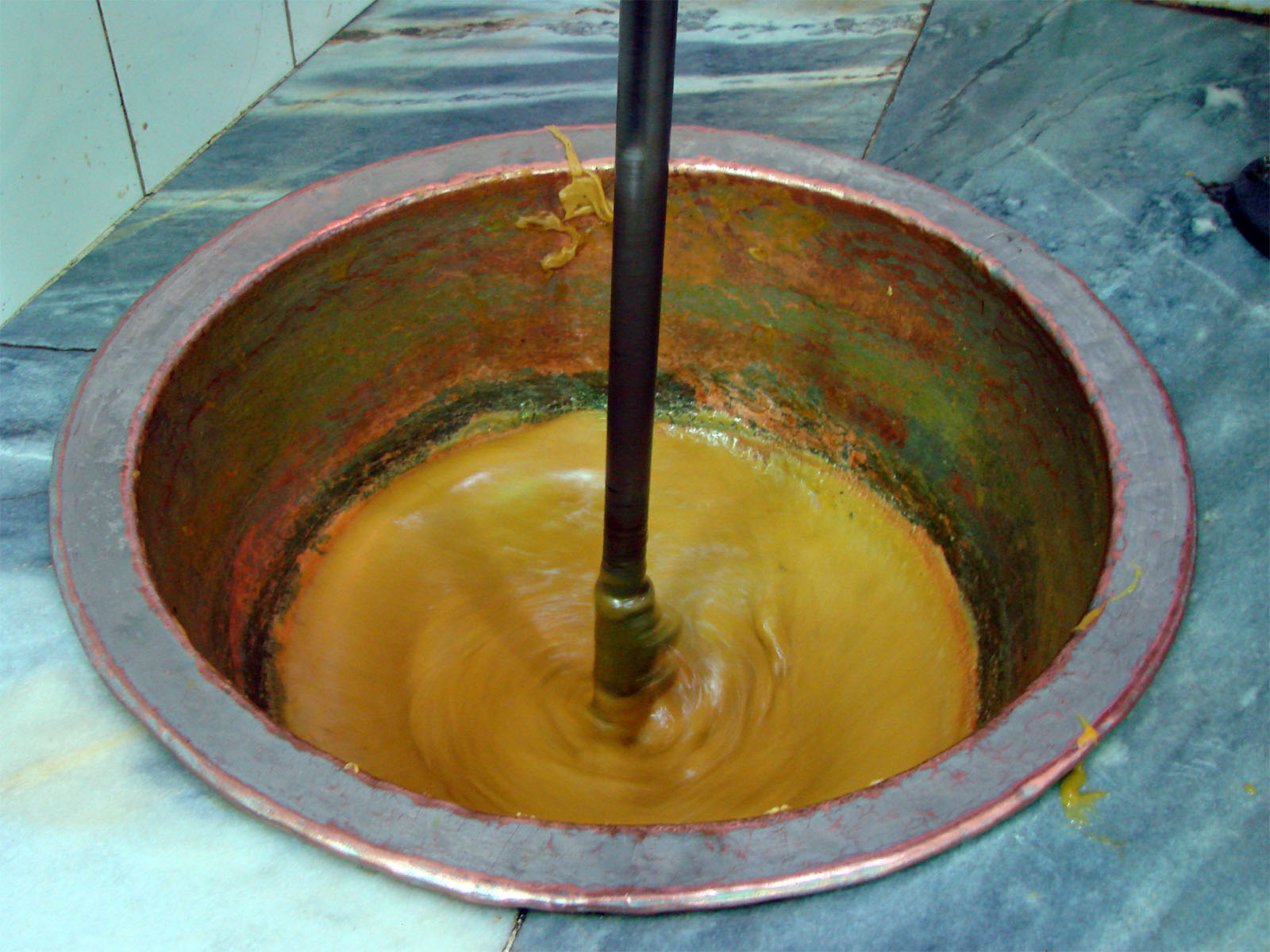
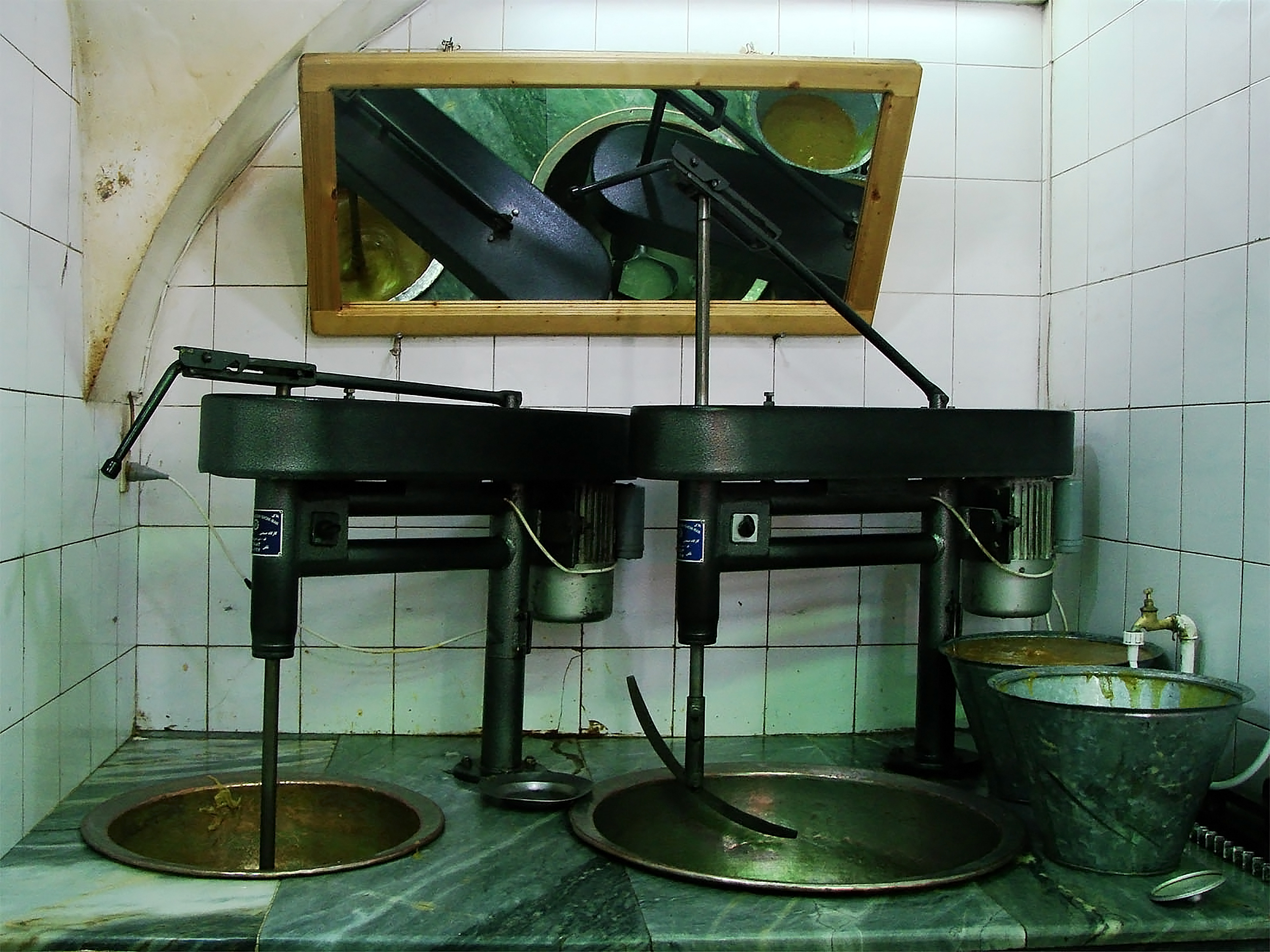